# Повернення додому (Дискавері)
Повернення додому (Coming Home) — п'ятдесят п'ятий епізод американського телевізійного серіалу «Зоряний шлях: Дискавері» та 13-й і останній в четвертому сезоні. Епізод написав Мішель Парадайз, режисер Олатунде Осунсанмі. Перший показ відбувся 17 березня 2022 року.

## Зміст
На своєму кораблі Тіллі готує кадетів до евакуації. Штаб-квартира Федерації готується до евакуації теж. Тарка маневрує на кораблі Букера і проривається крізь захисні ряди Виду 10-С. Президентка Фнднрації має намір зібрати всіх в конференц-залі і заарештувати — через саботаж. Ндойє повідомляє — до втоку плазми з гондоли причетна вона; генералку поміщають під домашній арешт. Т'Ріна втановлює телепатичний зв'язок з 10-с щоб пояснити — вони прийшли допомогти. Але 10-С спантеличені й нажахані — команді «Дискавері» треба терміново знайти інший спосіб вплинути.
Тарка починає розбирати контейнер джерела живлення, викликаючи небезпечні плазмові спалахи. Т'Ріна дізнається, що розуми створінь 10-C пов'язані, і вони не розуміють, що Тарка діє незалежно від «Дискавері».
Екіпаж жертвує споровим приводом «Дискавері», щоб уникнути утримуючої кулі, але не може наблизитися до корабля Букера через викиди плазми. Рено і Бук виривються із ув'язнення і інактивують Тарку. Інженерка Рено телепортується на «Дискавері». Адмірал Венс віддає наказ увімкнути захисне поле Землі — наближається токсичне сміття від аномалії. Зореліт «Мітчелл» встигає прибути на допомогу станції Федерації.
Ндойє пропонує загладити провину, протаранивши корабель Бука човником, та убивши Тарку. Овошекун здійснює телепортування експедиційного загону у відсік для шатлів. Рятувальна місія намагається забрати з Вулкана і Землі максимальну кількість жителів. Адмірал Чарльз Венс наказує кораблям припинити евакуацію й негайно покинути Землю і Місяць. Космічне сміття прориває захисне поле — перші брили падають на Землю. Тіллі лишається з Венсом на кораблі штаб-кварири Федерації — вони знають що не зможуть врятуватися.
Ндойє і Овошекун встигають протаранити корабель Букера за півхвилини до зіткнення. Тарка на кораблі Букера вимикає підтримку життєдіяльності — аби енергії вистачило Буку для переміщення на «Дискавері». Тарка відправляє Бука і лишається на гинучому кораблі. Експедиційна команда прибуває на «Дискавері», але Бук, імовірно, гине.
Тіллі і Венс зуміли прикрити відхід кораблів — і перед загибеллю пригощаються віскі. Згідно з гравітаційним лінзуванням у Землі лишається 2 години до загибелі. Екіпаж «Дискавері».зустрічається з членами 10-C на планеті всередині гіперполя та пояснює, що Тарка працював сам і чому. 10-C вимикає АЧМ, пощадивши Землю та Ні'Вар, і показує, що вони врятували Бука. Космічне сміття міняє траєкторію і відлітає від Землі. Обговорюючи своє горе та використовуючи свої емпатичні здібності, Бук переконує 10-C припинити використання АЧМ взагалі, знищити гіперполе та почати працювати з іншими, щоб загладити шкоду, завдану аномалією. 10-C знімає захисне поле навколо своєї системи і використовує кротовину, щоб відправити «Дискавері» на Землю, яка вирішує знову приєднатися до Федерації.
Бук покараний за свої дії тим, що його відправили допомагати іншим, які постраждали від АЧМ.
Нагадайте нагородити капітана, якщо ми виживемо

## Виробництво
Активна розробка сезону почалася в січні 2020 року. На написання було витрачено більше часу, ніж у попередніх сезонах, через пандемію COVID-19, яка надихнула на космічну аномалію, з якою герої стикаються в сезоні. Нова роль Бернем як капітана також вивчається після її підвищення в кінці третього сезону. Четвертий сезон було офіційно оголошено в жовтні 2020 року, а зйомки проходили в Торонто, Канада, з листопада 2020 року по серпень 2021 року. Для забезпечення безпеки під час пандемії було застосовано нові знімальні процеси, що спричинило деякі затримки виробництва. Відеостіна була побудована для зйомки перед комп'ютерним фоном у реальному часі.

## Сприйняття та відгуки
Станом на грудень 2022 року на сайті «IMDb» серія отримала 5.7 бала підтримки з можливих 10 при 2121 голосі користувачів.
В огляді для «Den of Geek» Лейсі Богер відзначила: «„Зоряний шлях: Дискавері“ завершує 4 сезон досить задовільним, якщо не обов'язково новаторським фіналом, який акуратно підсумовує більшість його важливих сюжетних моментів „у бантик“ до кінця епізоду. Це досить вражаючий результат, враховуючи, скільки доріг нам потрібно було подолати за цю годину. Озираючись на сезон у цілому, зараз здається досить очевидним, що серіалу було б добре, якщо б відкинули деякі звивисті серединні епізоди, де мало що відбулося на користь того, щоб зробити фінал більш схожим на дві історії. Якби тільки для того, щоб дати деяким з його більш очевидних поворотів і хитрощів трохи більше місця для розвитку».
Для «Tor.com» Кейт ДеКандідо зазначено: «Фінал не ідеальний. Усе завершується надто гладко та із занадто незначними постійними наслідками. Незважаючи на те, що Айяла блискуче звертається до 10C — нібито щоб вбити його, а потім повернути — це найгірший вид емоційної маніпуляції. Хоча я вдячний за те, що Т'Ріна вирішила спробувати об'єднання розуму, щоб спілкуватися з 10C, ця дія насправді не надто сприяла розв'язанню. А сцена, де „Дискавері“ намагається вирватися з поля, перевантажуючи споровий двигун, тривала приблизно на миттєвість затягнутіще. Тим не менш, це був дуже правильний спосіб завершити сезон „Зоряного шляху“: мирний контакт призвів до зміцнення стосунків і порятунку життів.»
В огляді «GamesRadar+» зазначено: «Фактично, тепер, коли Бернем підтвердила, що вона стане першим капітаном „Discovery“, який утримає капітанське крісло на наступний рік, єдине важливе питання перед 5-м сезоном полягає в тому, що робили Ковіч і Брайс після того, як „Discovery“ зникло. Сподіваємося, команда авторів зможе знайти більш варті відповіді, ніж приголомшлива історія Виду 10C та їхнього блукаючого DMA.»

## Знімались
| Актор               | Роль           |
| ------------------- | -------------- |
| Сонеква Мартін-Грін | Майкл Бернем   |
| Даг Джонс           | Сару           |
| Ентоні Репп         | Пол Стамец     |
| Мері Вайзман        | Сільвія Тіллі  |
| Вілсон Круз         | Гаг Калбер     |
| Блу дель Барріо     | Адіра          |
| Тіг Нотаро          | Джетт Рено     |
| Девід Аджала        | Клівленд Букер |
| Одед Фер            | Чарльз Венс    |
| Стейсі Абрамс       | Президентка    |
| Шон Дойл            | Руон Тарка     |
| Хелаг Горнсдал      | Лара Ріллак    |
| Тара Рослінг        | Т'Ріна         |
| Аннабелль Волліс    | Зора           |
| Хіро Канагава       | Хіраі          |
| Пумзіле Сітоле      | Ндойє          |
| Емілі Коутс         | Кейла Детмер   |
| Патрік Квок-Чун     | Ріс            |